# Kandi II
Kandi II ist ein Arrondissement im Departement Alibori in Benin. Es ist eine Verwaltungseinheit, die der Gerichtsbarkeit der Kommune Kandi untersteht und selbst ein Teil dieser ist. Gemäß der Volkszählung von 2013 hatte Kandi II 21.300 Einwohner, davon waren 10.635 männlich und 10.665 weiblich.